# Evans Paul
Evans Paul (Port-au-Prince, 26 novembre 1955) è un politico haitiano, Primo Ministro della Repubblica di Haiti dal gennaio 2015 al febbraio 2016.

## Carriera politica
Nel 1986 partecipa come militante politico alla destituzione del dittatore Jean-Claude Duvalier. Considerato vicino all'ex presidente Jean-Bertrand Aristide, si pensava gli potesse succedere, prima di venire dichiarato nemico pubblico e arrestato nel 1988 dal comando militare di Matthieu Prosper Avril; viene torturato dopo essere stato presentato alla televisione di Stato, assieme ad altri oppositori, con il nome di "prigionieri della Touissant".
Nel 1990 viene eletto sindaco di Port-au-Prince, succedendo a sua moglie, occupando l'incarico fino al colpo di Stato del 1991. Al ritorno dall'esilio del presidente Aristide, nel 1994 viene reinsediato alla carica, che terminerà poi nel 1995.
Nel 2006, si candida alle elezioni presidenziali, dove ottiene il 2,5% dei voti.
Il 25 dicembre 2014 il presidente della Repubblica Michel Martelly lo nomina Primo Ministro. La nomina viene ratificata con voto del Parlamento per rendere la nomina effettiva, cosa che accade il 16 gennaio 2015.
Il 7 febbraio 2016, constatato il vuoto di potere a causa della mancata proclamazione di un presidente eletto durante le elezioni presidenziali, il Consiglio dei ministri assume collegialmente le funzioni del Capo di Stato fino al 14 febbraio successivo, giorno dell'elezione, da parte del parlamento, di Jocelerme Privert come presidente provvisorio.